# ヤウヘン・フタロヴィチュ
ヤウヘン・フタロヴィチュ（ベラルーシ語:Яўген Гутаровіч、1983年11月29日 - ）は、ベラルーシ、ミンスク出身の自転車競技（ロードレース）選手。
ロシア語表記では、エフゲニー・グタローヴィチ（Евгений Гутарович）。
タイプはスプリンター。

## 経歴
2007年、ルーベ - リユ・メトロポールと契約を結びプロ転向。
2008年、フランセーズ・デ・ジュー（現 FDJ）に移籍。 
- ベラルーシ選手権・個人ロードレース 優勝。

2009年
- ベラルーシ選手権・個人ロードレース 優勝
- ツール・ド・フランス初出場、総合156位。

2010年
- ツール・ド・ポローニュ 区間1勝（第3）
- ブエルタ・ア・エスパーニャ 区間1勝（第2）。

2011年
- スヘルデプライス 3位
- コッパ・ベルノッキ 優勝
- ナティオナル・スライティングスプライス 優勝

2012年
- ベラルーシ選手権・個人ロードレース 優勝